# Варежка (мультфильм)
Ва́режка — советский кукольный мультипликационный фильм режиссёра Романа Качанова, выпущенный студией «Союзмультфильм» 5 июня  1967 года.

## Сюжет
Девочка мечтает завести себе собаку, но строгая и занятая мама не разрешает ей этого. Тогда девочка идёт к соседям, у которых есть чёрная собака, и просит у них щенка. Но щенок в квартире сделал лужу, и по требованию мамы девочке пришлось вернуть его соседям.
Гуляя во дворе и глядя на играющих детей и их собак, девочка начинает играть со своей вязаной красной варежкой, представляя, будто это её щенок. Девочка так сильно хочет иметь собаку, что варежка превращается в настоящего щенка, сохраняя при этом «вязаную» фактуру и узор из трёх чёрных шашечек на спине. Вязаный щенок лает, играет в снегу и облизывает щеки своей хозяйки.
Преисполненная радости девочка ведёт своего нового друга на выставку собак, где четвероногие питомцы участвуют в соревновании. Вязаный щенок первым успевает отыскать палку и устремляется к финишу, но на полосе препятствий цепляется петелькой за гвоздь, и в итоге призёром становится другой пёс, а щенок снова становится обычной варежкой.
Девочка несёт варежку домой и наливает в миску молока в надежде, что варежка снова станет щенком. Тут её замечает мама. Видя состояние дочери, мама сама идёт к соседям и просит у них щенка. Взятый на руки щенок лижет женщину в лицо, и мама радостно обнимает его.

## Награды
- МКФ в Москве — серебряная медаль в конкурсе детских фильмов (1967)
- МКФ мультипликационного кино в Аннеси — первая премия (1967) [источник не указан 1030 дней]
- МКФ фильмов для детей и юношества в Хихоне — приз города Хихона «За высокое художественное качество мультипликации» (1968)
- МКФ фильмов для детей и юношества в Хихоне — Гран-при «Золотая пластина» (1968)
- III Всесоюзный кинофестиваль — первая премия (1968)

## Съёмочная группа
- Автор сценария — Жанна Витензон
- Режиссёр — Роман Качанов
- Художник-постановщик — Леонид Шварцман
- Оператор — Иосиф Голомб
- Композитор — Вадим Гамалия
- Звукооператор — Георгий Мартынюк
- Художники-мультипликаторы: Майя Бузинова, Юрий Норштейн, Иосиф Доукша, Вячеслав Шилобреев
- Монтажёр — Вера Гокке
- Редактор — Наталья Абрамова
- Куклы и декорации изготовили: Павел Гусев, Олег Масаинов, Валерий Петров, Марина Чеснокова, Галина Геттингер, Геннадий Лютинский, Александр Максимов, Вера Калашникова, В. Куранов, Семён Этлис
- под руководством — Романа Гурова
- Директор картины — Натан Битман

## Создание персонажей
Интрига фильма, по словам художника-постановщика Леонида Шварцмана, заключается в том, что мать не понимает своей дочери, живя в собственном мире. Прообразом мамы главной героини стала близкая знакомая художника — Тамара Полетика, которая была первой женой его друга мультипликатора Льва Мильчина, и Шварцман придал персонажу как внешнее сходство, так и сходство характера.
Леонид Шварцман отмечал, что в поисках образа того или иного персонажа наиболее интересные на его взгляд решения возникали, когда он останавливался на знакомом человеке. «Например, когда я нарисовал в „Варежке“ бульдога, все стали узнавать моего режиссёра Качанова — он и внешне был такой крепкий…» — вспоминал мультипликатор.

## Критика
Высоко оценил творческую работу режиссёра Сергей Асенин в своей книге «Волшебники экрана». Автор отмечает, что в мультфильме Качанов «не стремится к острогротесковым решениям», а «его герои вызывают не столько иронию, сколько улыбку сочувствия и понимания».